# 2011 في موريتانيا
فيما يلي قائمة بالأحداث التي وقعت خلال عام 2011 في موريتانيا .

## الموظفون
- الرئيس : محمد ولد عبد العزيز
- رئيس الوزراء : مولاي ولد محمد لغظف

## الأحداث

### يناير
- 17 يناير - حكم على امرأة بالسجن ستة أشهر في موريتانيا لإبقائها طفلين في ظروف مزرية تشبه الاسترقاق.[1]

### شهر فبراير
- 2 فبراير - دمر الجيش الموريتاني سيارة مفخخة خارج العاصمة نواكشوط مما أسفر عن مقتل ثلاثة أشخاص يشتبه في انتمائهم لتنظيم القاعدة في بلاد المغرب الإسلامي .[2]

### أبريل
- 25 أبريل - مئات المتظاهرين خلال «يوم الغضب» ضد نظام الرئيس محمد ولد عبد العزيز ، تعرضوا للغاز المسيل للدموع من قبل الشرطة، واعتقل آخرون ومنع نواب المعارضة من الانضمام للاحتجاجات.[3]

### يونيو
- 25 يونيو - اشتباكات بين قوات من موريتانيا ومالي مع مسلحين من القاعدة في مالي أسفرت عن تدمير قاعدة. تم العثور على عدة جثث في وقت لاحق.[4]